# DB Engineering & Consulting
DB Engineering & Consulting (DB E&C) ist aus der Gründung der Deutschen Eisenbahn-Consulting im Jahr 1966 hervorgegangen. Ursprünglich ein unabhängiges Unternehmen, ging es 2002 vollständig in den Besitz der Deutschen Bahn über.
Im Jahr 2003 wurde die Deutsche Eisenbahn-Consulting eine 100-prozentige Tochtergesellschaft der DB ProjektBau, einem neu gegründeten DB-Unternehmen.
In den Jahren 2007–2008 wurde die Deutsche Eisenbahn-Consulting in DB International umbenannt. Als eigenständiges Unternehmen innerhalb des DB-Konzerns konzentrierte sich DB International auf das Kundengeschäft im In- und Ausland, während DB ProjektBau sich auf inländische Projekte konzentrierte.
Im Jahr 2016 fusionierten DB ProjektBau und DB International zur DB E&C.
Im folgenden Jahr erwarb DB E&C die infraView. DB E&C, DB International Operations und infraView wurden 2019 in der DB E.C.O.Group zusammengeführt.
In den Jahren 2020–2021 erwarb die DB E&C den Ingenieur- und Softwareentwickler ESE GmbH und erwarb Anteile an inno2grid.

## Aktivitäten
Das Unternehmen konzentriert sich auf sechs Hauptbereiche: Planung, Bauüberwachung, Beratung für Mobilitäts- und Logistikdienstleistungen und Digitalisierung, Projektmanagement, Prüfung und Begutachtung sowie Umwelt- und Geoservices.
Das Unternehmen beschäftigt im Jahr 2024 rund 6200 Mitarbeiter und hat seinen Hauptsitz auf dem EUREF-Campus in Berlin-Schöneberg. DB E&C verfügt über zahlreiche Standorte in Deutschland und Niederlassungen weltweit.
Seit 2019 ist das Unternehmen Teil der DB E.C.O. Group, in dem neben DB E&C auch die Gesellschaften DB International Operations, infraView, ESE Engineering und Software-Entwicklung, inno2grid und DB E.C.O. North America (ein selbständiges Unternehmen des DB-Konzerns, das als ein Tochterunternehmen der DB US Holding Corporation von einem von dieser Muttergesellschaft eingesetzten Board geführt wird) sowie lokale Gesellschaften, Tochtergesellschaften und Beteiligungen weltweit gebündelt sind.
Das Unternehmen ist zertifiziert nach DIN EN ISO 9001 und DIN EN ISO 45001 durch die DEKRA. Es ist Mitglied bei UIC, UITP, VDEI, VDV, DVWG und anderen nationalen und internationalen Fach- und Wirtschaftsverbänden sowie bei internationalen Finanzierungsinstituten registriert.

## Projekte

### Deutschland

#### Gateway Gardens, Frankfurt am Main
Die neue S-Bahn-Verbindung umfasst sowohl den Bau des neuen Bahnhofs Frankfurt (Main)-Gateway Gardens als auch die Verlegung der S-Bahn-Gleise zwischen Frankfurt Stadion und Frankfurt Flughafen Regionalbahnhof. Die Flughafenschleife Frankfurt (Strecke 3683) zwischen Frankfurt Stadion und Frankfurt Flughafen Regiobf wurde nach Osten verlagert. Dazu wurde eine vier Kilometer lange neue zweigleisige Strecke gebaut. 50 Prozent dieser Strecke sind unterirdisch und wurden in offener Bauweise errichtet. Der Gleisneubau wurde in 16 Bauabschnitte unterteilt. Auch die Stilllegung und Rekultivierung der alten Bestandsstrecke zwischen dem Ostportal des bestehenden Flughafentunnels und dem Stadionanschluss war Teil des Projekts. Darüber hinaus wurden die Sicherheitsstandards im bestehenden Flughafentunnel angepasst. Die Strecke wurde am 15. Dezember 2019 in Betrieb genommen.
Bei diesem Projekt wurde DB E&C mit Planungsleistungen für die Anbindung der DB-Strecke zwischen dem Bahnhof Frankfurt (Main) Stadion und dem Regionalbahnhof Frankfurt (Main) Flughafen an einen unterirdischen S-Bahnhof in Gateway Gardens sowie mit Baumanagementleistungen beauftragt.

#### Hannover Hauptbahnhof, Niedersachsen
DB E&C ist am Um- und Ausbau des Hauptbahnhofs Hannover beteiligt, um den städtebaulichen Anforderungen und dem gestiegenen Verkehrsaufkommen gerecht zu werden. Es ist auch eines der ersten großen BIM-Projekte für die Deutsche Bahn AG. Das Projekt umfasst die Erneuerung von 59 Ingenieurbauwerken, darunter Bahnsteige, Dächer, Entwässerung, Fördertechnik, technische Anlagen und Hochbauelemente. Zusätzlich wird im Rahmen des Instandhaltungskonzeptes der Zugang zur Brücke hergestellt.

#### ICE-Werk in Köln-Nippes
DB E&C hat den Bau des ICE-Werks in Köln-Nippes betreut, der im Juni 2018 in Betrieb genommen wurde. Der Betriebshof betreut alle ICE-Baureihen vom ICE 1 bis zum ICE 4. Die Werkstatt verfügt über vier 410 Meter lange Gleise, die für Doppeltraktionen ausgelegt sind. Zusätzlich wurden Nebenanlagen wie Außenreinigung und Enteisung, Unterflurdrehbank und Innenreinigungsanlagen eingebaut. Während der gesamten Bauarbeiten wurde die betriebliche Kontinuität der angrenzenden Gleise aufrechterhalten, was eine Verlegung der Gleise und den Rückbau bestehender Bauwerke erforderte.

#### Karlsruhe-Basel
DB E&C erbrachte Planungs-, Bauüberwachungs-, Realisierungsmanagement- und Beratungsleistungen für das Projekt Aus-/Neubaustrecke Karlsruhe-Basel. Der nationale und internationale Bahnverkehr zwischen Rotterdam und Genua wird über diese Strecke abgewickelt, die zur Erhöhung der Kapazität und Verkürzung der Reisezeiten ausgebaut wurde. Das Projekt ist in neun Abschnitte mit einer Länge von 182 km unterteilt und zielt darauf ab, den Verkehr zu entflechten und die Geschwindigkeit auf 250 km/h zu erhöhen. Die Leistungen von DB E&C umfassten Planung, Bauüberwachung, Ausführungsmanagement, Umweltuntersuchungen sowie die Unterstützung bei Inspektions- und Abnahmeverfahren.

#### Oberes Elbtal, Sachsen
DB E&C erbrachte Projektsteuerungs- und Planungsleistungen für die mehrstufige Baustelle im Oberen Elbtal, Sachsen. Ziel des Projektes war es, die stark befahrene Strecke zwischen Dresden und Schöna/Internationale Grenze (D/CZ) zu modernisieren, um ihre zukünftige Verfügbarkeit zu sichern. Die Leistungen von DB E&C umfassten die technische und kaufmännische Projektsteuerung, die Planung und die ökologische Bauüberwachung. Die Arbeiten umfassten die Erneuerung des Oberbaus, die Erneuerung von Durchlässen und Eisenbahnüberführungen sowie den Umbau von Weichen in verschiedenen Bahnhöfen entlang der Strecke. Diese Projekte wurden zwischen 2016 und 2020 umgesetzt, weitere Ausbauten sind für 2022 geplant.

#### Projekt Riedbahn-Korridor
DB E&C ist an den Modernisierungsmaßnahmen der DB InfraGO für das deutsche Schienennetz beteiligt. DB E&C konzentriert sich auf Planung, Bauüberwachung, Umweltdienstleistungen sowie Prüfung und Begutachtung. So führt DB E&C beispielsweise Drohnenflüge und 360°-Videoaufnahmen durch, um detaillierte Geländeaufnahmen und Bauüberwachung zu ermöglichen. Ein bedeutendes Projekt ist die umfassende Modernisierung der Riedbahn, einer 70 Kilometer langen Strecke zwischen Frankfurt am Main und Mannheim, mit dem Ziel, die Infrastruktur zu verbessern und die Flexibilität des Schienenverkehrs zu erhöhen.

### Asien

#### Elektrifizierungsprogramm der israelischen Eisenbahnen
DB E&C ist seit der Erstellung einer Machbarkeitsstudie im Jahr 2003 am Elektrifizierungsprogramm der israelischen Eisenbahn beteiligt, indem sie technische und Management-Beratung, Ingenieurs- und Trainings-Leistungenübernimmt. Ziel des Programms ist die Elektrifizierung von 420 km zweigleisiger Strecken, einschließlich verschiedener Infrastrukturverbesserungen wie Umspannwerke, SCADA-Betriebszentralen, Kommunikationssysteme und Änderungen am Signalsystem. Zu den Aufgaben von DB E&C gehören die Bereitstellung von technischem Fachwissen für die Vorbereitung und Bewertung von Ausschreibungen, die Überprüfung der technischen Dokumentation, die Entwicklung von Regeln und Verfahren für den elektrifizierten Betrieb sowie die Unterstützung bei der Einstellung und Schulung neuer Mitarbeiter. Darüber hinaus arbeitet DB E&C mit israelischen Ingenieuren zusammen, um technische und sicherheitstechnische Herausforderungen zu bewältigen und den Erfolg des Programms zu gewährleisten.

#### Tel Aviv Red Line, Israel
DB E&C arbeitete an dem Projekt „Tel Aviv Red Line“ und konzentrierte sich dabei auf Systemintegration, Schnittstellen- und Anforderungsmanagement, Systemsicherung, Tests und Abnahme. Bei diesem Stadtbahnsystem handelt es sich um die erste von vier Linien im Großraum Tel Aviv-Yafo, die sich von Bat Yam im Süden bis Petah Tikva im Nordosten erstrecken und einen bedeutenden unterirdischen Teil aufweisen. DB E&C fungierte als interner und externer Systemintegrator für das gesamte Red-Line-Projekt und arbeitete mit verschiedenen Interessengruppen zusammen.

#### Doha Metro, Katar

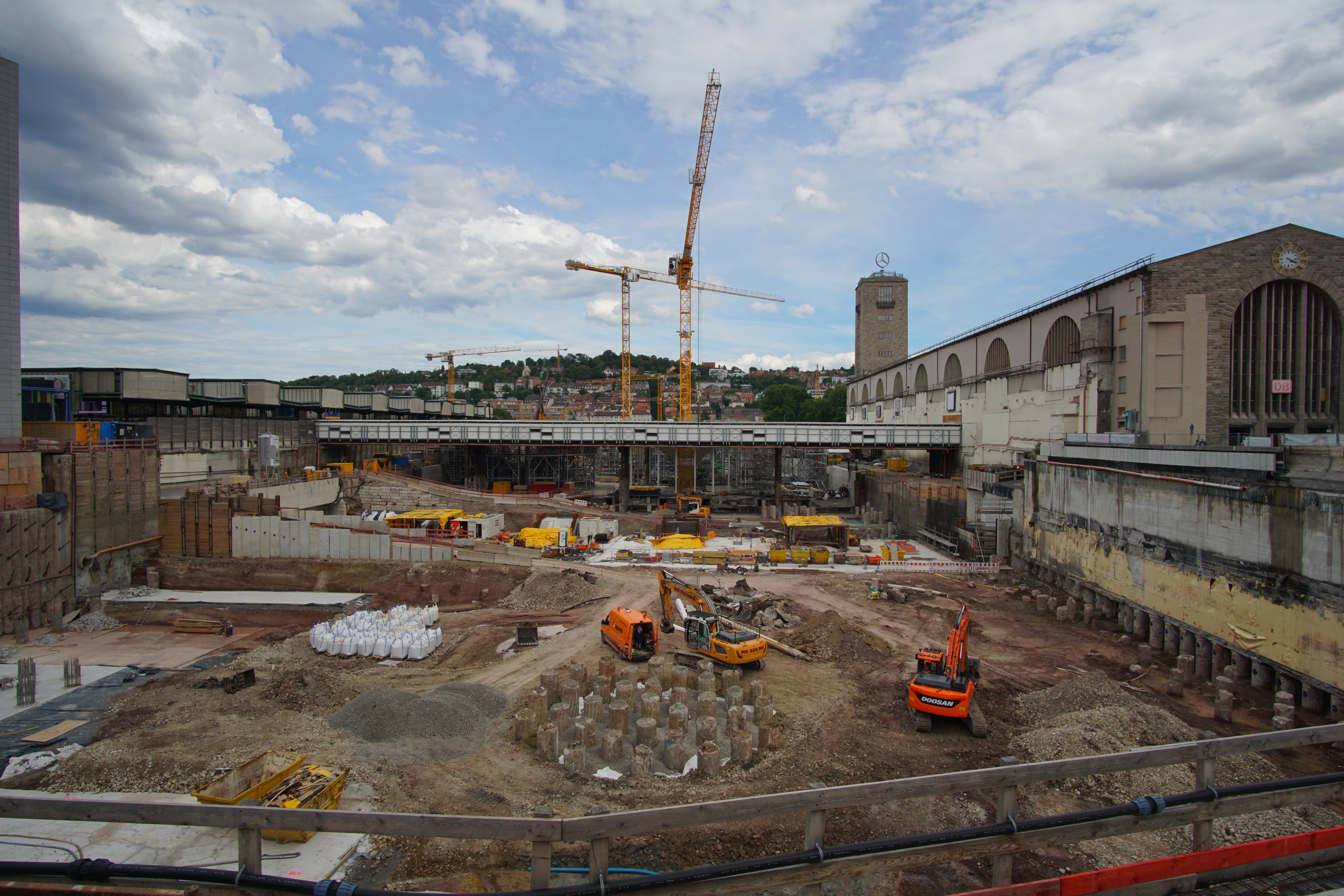
Baustelle für Stuttgart 21 am Hauptbahnhof Stuttgart

DB E&C war an der Entwicklung und dem Bau der Metro Doha in Katar beteiligt. DB E&C lieferte technisches und Projektmanagement-Know-how für die Planung, das Ausschreibungsverfahren und die endgültige Umsetzung des Metrosystems, einschließlich seiner verschiedenen Phasen und Betriebslinien. Darüber hinaus unterstützte DB E&C die Einrichtung einer Aufsichtsbehörde für Eisenbahnsicherheit, um den sicheren Betrieb des Doha-Metro-Netzes und anderer Eisenbahnbetreiber in Katar zu gewährleisten.

#### Al Mashaaer Al Mugadassah Metro, Mekka, Saudi-Arabien
DB E&C hat die Bau-, Betriebs- und Instandhaltungsüberwachung für ein schienengestütztes Nahverkehrssystem in Mekka, Saudi-Arabien, übernommen, das den Transport von Millionen von Pilgern während der jährlichen Hadsch verbessern soll. Das von der China Railway Construction Corporation (CRCC) in 21 Monaten errichtete System verbindet heilige Stätten wie Jamarat, Mina, Muzdalifah und Arafat. Phase 1 wurde im November 2010 in Betrieb genommen, Phase 2 folgte ein Jahr später und hat eine Kapazität für rund 400 000 Pilger.

#### Östlicher Güterverkehrskorridor, Indien
Die DB E&C wurde als Projektmanagementberater (PMC) für den Bau einer eingleisigen elektrifizierten Schwerlaststrecke für den Abschnitt Pilkhani – Sahnewal des Eastern Dedicated Freight Corridor beauftragt. Dieser Abschnitt ist Teil einer größeren Initiative der Dedicated Freight Corridor Corporation of India Limited (DFCCIL) zur Einrichtung spezieller Frachtkorridore in ganz Indien. Zu den Aufgaben der PMC gehören die Überwachung des Baufortschritts, die Zusammenarbeit mit den DFCCIL-Mitarbeitern und die Gewährleistung der Sicherheit während der Bauarbeiten in der Nähe stark befahrener Bahnstrecken und öffentlicher Versorgungseinrichtungen.

#### Kasachstan
DB Engineering & Consulting hat 2023 einen Vertrag mit einer Laufzeit von drei Jahren mit der kasachischen Eisenbahn Qasaqstan Temir Scholy über Beratungsleistungen für den Personen- und den Güterverkehr abgeschlossen. Ein Ziel der Beratungsleistungen im Schienengüterverkehr ist es, den Verkehr zwischen Kasachstan und Mitteleuropa auf dem eurasischen Korridor zu erhöhen und in das europäische Transportsystem zu integrieren.